# Frondiporidae
Frondiporidae zijn een familie van mosdiertjes (Bryozoa) uit de orde van de Cyclostomatida.

## Geslachten
- Apsendesia Lamouroux, 1821
- Discofascigera d'Orbigny, 1853
- Fasciculipora d'Orbigny, 1846
- Filifascigera d'Orbigny, 1853
- Frondipora Link, 1807

Niet geaccepteerde geslachten:
- Defrancia Bronn, 1825 → Apsendesia Lamouroux, 1821
- Krusensterna Lamouroux, 1821 → Frondipora Link, 1807
- Pelagia Lamouroux, 1821 → Apsendesia Lamouroux, 1821
- Seriefascigera Hamm, 1881 → Filifascigera d'Orbigny, 1853